# Złota Malina dla najgorszej aktorki
Złota Malina dla najgorszej aktorki – filmowa antynagroda przyznawana corocznie za najgorsze pierwszoplanowe żeńskie kreacje aktorskie w roku poprzedzającym jej przyznanie. Poniższa lista zawiera nazwiska nagrodzonych, nominowanych oraz filmów i ról, za jakie otrzymali nominacje.
W kategorii tej nominowane i nagradzane są także osoby będące bohaterami filmów dokumentalnych, otrzymujące wyróżnienia za wykorzystane materiały archiwalne z ich udziałem, za co krytykowano Golden Raspberry Award Foundation. Do nominacji bądź nagrody kilkukrotnie kwalifikowali się także mężczyźni przebrani za kobiety.
Do 2024 roku wycofano dwie nominacje w kategorii. 31 marca 2022 ogłoszono wycofanie przyznanej ponad 40 lat wcześniej nominacji dla Shelley Duvall za Lśnienie wobec nowych informacji odnośnie do tego, że reżyser Stanley Kubrick znęcał się nad nią psychicznie na planie, a kapituła nie chce piętnować ofiar przemocy. 24 stycznia 2023, dzień po ogłoszeniu nominacji za rok 2022, wycofano nominację dla Ryan Kiery Armstrong za Podpalaczkę po tym, jak GRAF znalazła się w ogniu krytyki za nominowanie dwunastoletniej aktorki.

## Wyróżnione w poszczególnych latach

### 1980–1989
| Rok                     | Aktorka                                   | Film               | Postać |
| ----------------------- | ----------------------------------------- | ------------------ | ------ |
| 1980 (1.)               |                                           |                    |        |
| Brooke Shields          | Błękitna laguna                           | Emmeline Lestrange |        |
| Nancy Allen             | W przebraniu mordercy                     | Liz Blake          |        |
| Faye Dunaway            | Pierwszy śmiertelny grzech                | Barbara Delaney    |        |
| Shelley Duvall          | Lśnienie                                  | Wendy Torrance     |        |
| Farrah Fawcett          | Saturn 3                                  | Alex               |        |
| Sondra Locke            | Bronco Billy                              | Antoinette Lily    |        |
| Olivia Newton-John      | Xanadu                                    | Kira               |        |
| Valerie Perrine         | Can’t Stop the Music                      | Samantha Simpson   |        |
| Deborah Raffin          | Dotyk miłości                             | Lena Canada        |        |
| Talia Shire             | Okna                                      | Emily Hollander    |        |
| 1981 (2.)               |                                           |                    |        |
| Bo Derek (ex aquio)     | Tarzan – człowiek małpa                   | Jane Parker        |        |
| Faye Dunaway (ex aequo) | Najdroższa mamusia                        | Joan Crawford      |        |
| Linda Blair             | Piekielna noc                             | Marti Gaines       |        |
| Brooke Shields          | Niekończąca się miłość                    | Jade Butterfield   |        |
| Barbra Streisand        | Niepokorni                                | Cheryl Gibbons     |        |
| 1982 (3.)               |                                           |                    |        |
| Pia Zadora              | Motylek                                   | Kady Tyler         |        |
| Morgan Fairchild        | Uwiedzenie                                | Jamie Douglas      |        |
| Mia Farrow              | Seks nocy letniej                         | Ariel              |        |
| Kristy McNichol         | Film o piratach                           | Mabel Stanley      |        |
| Mary Tyler Moore        | Sześć tygodni                             | Charlotte Dreyfus  |        |
| 1983 (4.)               |                                           |                    |        |
| Pia Zadora              | Kobieta samotna                           | Jerilee Randall    |        |
| Loni Anderson           | Stroker Ace                               | Pembrook Feeny     |        |
| Linda Blair             | Więzienie kobiet                          | Carol Henderson    |        |
| Faye Dunaway            | The Wicked Lady                           | Barbara Skelton    |        |
| Olivia Newton-John      | W swoim rodzaju                           | Debbie Wylder      |        |
| 1984 (5.)               |                                           |                    |        |
| Bo Derek                | Bolero                                    | Lida MacGillivery  |        |
| Faye Dunaway            | Supergirl                                 | Selena             |        |
| Shirley MacLaine        | Wyścig armatniej kuli II                  | Veronica           |        |
| Tanya Roberts           | Sheena – królowa dżungli                  | Sheena             |        |
| Brooke Shields          | Sahara                                    | Dale               |        |
| 1985 (6.)               |                                           |                    |        |
| Linda Blair             | Nocny patrol                              | Sue Perman         |        |
| Linda Blair             | Dzikie wyspy                              | Daly               |        |
| Linda Blair             | Dzikie ulice                              | Brenda             |        |
| Ariane                  | Rok smoka                                 | Tracy Tzu          |        |
| Jennifer Beals          | Oblubienica Frankensteina                 | Eva                |        |
| Brigitte Nielsen        | Czerwona Sonja                            | Czerwona Sonja     |        |
| Tanya Roberts           | Zabójczy widok                            | Stacey Sutton      |        |
| 1986 (7.)               |                                           |                    |        |
| Madonna                 | Niespodzianka z Szanghaju                 | Gloria Tatlock     |        |
| Kim Basinger            | 9½ tygodnia                               | Elizabeth McGraw   |        |
| Joan Chen               | Tai-Pan                                   | May-May            |        |
| Brigitte Nielsen        | Cobra                                     | Ingrid Knudsen     |        |
| Ally Sheedy             | Smutne miasto                             | Annie Rayford      |        |
| 1987 (8.)               |                                           |                    |        |
| Madonna                 | Kim jest ta dziewczyna?                   | Nikki Finn         |        |
| Lorraine Gary           | Szczęki 4: Zemsta                         | Ellen Brody        |        |
| Sondra Locke            | Ratboy                                    | Nikki Morrison     |        |
| Debra Sandlund          | Twardziele nie tańczą                     | Patty Lareine      |        |
| Sharon Stone            | Allan Quatermain i zaginione miasto złota | Jesse Huston       |        |
| 1988 (9.)               |                                           |                    |        |
| Liza Minnelli           | Artur 2                                   | Linda Marolla Bach |        |
| Liza Minnelli           | Gliniarz do wyjanęcia                     | Della Roberts      |        |
| Rebecca De Mornay       | I Bóg stworzył kobietę                    | Robin Shea         |        |
| Whoopi Goldberg         | Telefon                                   | Vashti Blue        |        |
| Cassandra Peterson      | Elvira, władczyni ciemności               | Elvira             |        |
| Vanity                  | Szalony Jackson                           | Sydney Ash         |        |
| 1989 (10.)              |                                           |                    |        |
| Heather Locklear        | Powrót potwora z bagien                   | Abby Arcane        |        |
| Jane Fonda              | Stary gringo                              | Harriet Winslow    |        |
| Brigitte Nielsen        | Bye Bye Baby                              | Lisa               |        |
| Paulina Pořízková       | Jej alibi                                 | Nina               |        |
| Ally Sheedy             | Serce Dixie                               | Maggie DeLoach     |        |

### 1990–1999
| Rok                  | Aktorka                        | Film                      | Postać |
| -------------------- | ------------------------------ | ------------------------- | ------ |
| 1990 (11.)           |                                |                           |        |
| Bo Derek             | Duchy tego nie robią           | Katie                     |        |
| Melanie Griffith     | Fajerwerki próżności           | Maria Ruskin              |        |
| Bette Midler         | Stella                         | Stella Claire             |        |
| Molly Ringwald       | Wesele Betsy                   | Betsy Hopper              |        |
| Talia Shire          | Rocky V                        | Adrian Balboa             |        |
| 1991 (12.)           |                                |                           |        |
| Sean Young           | Pocałunek przed śmiercią       | Ellen Carlsson            |        |
| Kim Basinger         | Zawód pan młody                | Vicki Anderson            |        |
| Sally Field          | Tylko razem z córką            | Betty Mahmoody            |        |
| Madonna              | W łóżku z Madonną              | we własnej osobie         |        |
| Demi Moore           | Żona rzeźnika                  | Marina Lemke              |        |
| Demi Moore           | Same kłopoty                   | Diane Lightson            |        |
| 1992 (13.)           |                                |                           |        |
| Melanie Griffith     | Światło w mroku                | Linda Voss                |        |
| Melanie Griffith     | Obcy wśród nas                 | Emily Eden                |        |
| Kim Basinger         | Wspaniały świat                | Holli Would               |        |
| Kim Basinger         | Diagnoza zbrodni               | Heather Evans             |        |
| Lorraine Bracco      | Uzdrowiciel z tropików         | Doktor Rae Crane          |        |
| Lorraine Bracco      | Ślady czerwieni                | Ellen Schofield           |        |
| Whitney Houston      | Bodyguard                      | Rachel Marron             |        |
| Sean Young           | Zbrodnie z miłości             | Dana Greenway             |        |
| 1993 (14.)           |                                |                           |        |
| Madonna              | Sidła miłości                  | Rebecca Carlson           |        |
| Melanie Griffith     | Urodzeni wczoraj               | Billie Dawn               |        |
| Janet Jackson        | Poetic Justice: Film o miłości | Justice                   |        |
| Demi Moore           | Niemoralna propozycja          | Diana Murphy              |        |
| Sharon Stone         | Sliver                         | Carly Norris              |        |
| 1994 (15.)           |                                |                           |        |
| Sharon Stone         | Na rozstaju                    | Sally Eastman             |        |
| Sharon Stone         | Specjalista                    | May Munro                 |        |
| Kim Basinger         | Ucieczka gangstera             | Carol McCoy               |        |
| Joan Chen            | Na zabójczej ziemi             | Masu                      |        |
| Jane March           | Barwy nocy                     | Rose Dexter / Bonnie      |        |
| Uma Thurman          | I kowbojki mogą marzyć         | Sissy Hankshaw            |        |
| 1995 (16.)           |                                |                           |        |
| Elizabeth Berkley    | Showgirls                      | Nomi Malone               |        |
| Cindy Crawford       | Czysta gra                     | Kate McQuean              |        |
| Demi Moore           | Szkarłatna litera              | Hester Prynne             |        |
| Julia Sweeney        | It’s Pat                       | Pat Riley                 |        |
| Sean Young           | Doktor Jekyll i panna Hyde     | Helen Hyde                |        |
| 1996 (17.)           |                                |                           |        |
| Demi Moore           | Pod presją                     | Annie Laird               |        |
| Demi Moore           | Striptiz                       | Erin Grant                |        |
| Pamela Anderson      | Żyleta                         | Barbara „Żyleta” Kopetski |        |
| Whoopi Goldberg      | Bogus, mój przyjaciel na niby  | Harriet Franklin          |        |
| Whoopi Goldberg      | Eddie                          | Edwina „Eddie” Franklin   |        |
| Whoopi Goldberg      | Theodore Rex                   | Katie Coltrane            |        |
| Melanie Griffith     | Zbyt wiele                     | Betty Kerner              |        |
| Julia Roberts        | Mary Reilly                    | Mary Reilly               |        |
| 1997 (18.)           |                                |                           |        |
| Demi Moore           | G.I. Jane                      | Porucznik Jordan O’Neil   |        |
| Sandra Bullock       | Speed 2: Wyścig z czasem       | Annie Porter              |        |
| Fran Drescher        | Piękna i Borys Bestia          | Joy Miller                |        |
| Lauren Holly         | Twój uśmiech                   | Jennifer Robertson        |        |
| Lauren Holly         | Turbulencja                    | Teri Halloran             |        |
| Alicia Silverstone   | Nadbagaż                       | Emily Hope                |        |
| 1998 (19.)           |                                |                           |        |
| Spice Girls          | Spice World                    | Spice Girls               |        |
| Yasmine Bleeth       | Bjesbolo-kosz                  | Jenna Reed                |        |
| Anne Heche           | Psychol                        | Marion Crane              |        |
| Jessica Lange        | Zaborcza miłość                | Martha Baring             |        |
| Uma Thurman          | Rewoler i melonik              | Emma Peel                 |        |
| 1999 (20.)           |                                |                           |        |
| Heather Donahue      | Blair Witch Project            | Heather Donahue           |        |
| Melanie Griffith     | Wariatka z Alabamy             | Lucille Vinson            |        |
| Milla Jovovich       | Joanna d’Arc                   | Joanna d’Arc              |        |
| Sharon Stone         | Gloria                         | Gloria                    |        |
| Catherine Zeta-Jones | Osaczeni                       | Virginia Baker            |        |
| Catherine Zeta-Jones | Nawiedzony                     | Theo                      |        |

### 2000–2009
| Rok                                                                      | Aktorka                                           | Film                                                                | Postać |
| ------------------------------------------------------------------------ | ------------------------------------------------- | ------------------------------------------------------------------- | ------ |
| 2000 (21.)                                                               |                                                   |                                                                     |        |
| Madonna                                                                  | Układ prawie idealny                              | Abbie Reynolds                                                      |        |
| Kim Basinger                                                             | Próba sił                                         | Maggie O’Connor                                                     |        |
| Kim Basinger                                                             | Marzyłam o Afryce                                 | Kuki Gallmann                                                       |        |
| Melanie Griffith                                                         | Cecil B. DeMented                                 | Honey Whitlock                                                      |        |
| Bette Midler                                                             | Wspaniała Susann                                  | Jacqueline Susann                                                   |        |
| Demi Moore                                                               | Wyśniona namiętność                               | Martha Marie / „Marty” Talridge                                     |        |
| 2001 (22.)                                                               |                                                   |                                                                     |        |
| Mariah Carey                                                             | Glitter                                           | Billie Frank                                                        |        |
| Penélope Cruz                                                            | Blow                                              | Mirtha Jung                                                         |        |
| Penélope Cruz                                                            | Kapitan Corelli                                   | Pelagia                                                             |        |
| Penélope Cruz                                                            | Vanilla Sky                                       | Sofia Serrano                                                       |        |
| Angelina Jolie                                                           | Tomb Raider                                       | Lara Croft                                                          |        |
| Angelina Jolie                                                           | Grzeszna miłość                                   | Julia Russell / Bonny Castle                                        |        |
| Jennifer Lopez                                                           | Oczy anioła                                       | Sharon Pogue                                                        |        |
| Jennifer Lopez                                                           | Powiedz tak                                       | Mary Fiore                                                          |        |
| Charlize Theron                                                          | Słodki listopad                                   | Sara Deever                                                         |        |
| 2002 (23.)                                                               |                                                   |                                                                     |        |
| Madonna (ex aequo)                                                       | Rejs w nieznane                                   | Amber Leighton                                                      |        |
| Britney Spears (ex aequo)                                                | Crossroads: Dogonić marzenia                      | Lucy Wagner                                                         |        |
| Angelina Jolie                                                           | Co za życie                                       | Lanie Kerrigan                                                      |        |
| Jennifer Lopez                                                           | Nigdy więcej                                      | Slim Hiller                                                         |        |
| Jennifer Lopez                                                           | Pokojówka na Manhattanie                          | Marisa Ventura                                                      |        |
| Winona Ryder                                                             | Mr. Deeds: Milioner z przypadku                   | Babe Bennett                                                        |        |
| 2003 (24.)                                                               |                                                   |                                                                     |        |
| Jennifer Lopez                                                           | Gigli                                             | Ricki                                                               |        |
| Drew Barrymore                                                           | Aniołki Charliego: Zawrotna szybkość              | Dylan Sanders                                                       |        |
| Drew Barrymore                                                           | Starsza pani musi zniknąć                         | Nancy Kendricks                                                     |        |
| Kelly Clarkson                                                           | Justin i Kelly                                    | Kelly Taylor                                                        |        |
| Cameron Diaz                                                             | Aniołki Charliego: Zawrotna szybkość              | Natalie Cook                                                        |        |
| Angelina Jolie                                                           | Bez granic                                        | Sarah Jordan                                                        |        |
| Angelina Jolie                                                           | Tomb Raider: Kolebka Życia                        | Lara Croft                                                          |        |
| 2004 (25.)                                                               |                                                   |                                                                     |        |
| Halle Berry                                                              | Kobieta-Kot                                       | Patience Phillips / Kobieta-Kot                                     |        |
| Hilary Duff                                                              | Cinderella Story                                  | Sam Montgomery                                                      |        |
| Hilary Duff                                                              | Szansa na sukces                                  | Terri Fletcher                                                      |        |
| Angelina Jolie                                                           | Aleksander                                        | Królowa Olimpias                                                    |        |
| Angelina Jolie                                                           | Złodziej życia                                    | Illeana Scott                                                       |        |
| Mary-Kate i Ashley Olsen                                                 | Nowy Jork, nowa miłość                            | Roxy i Jane Ryan                                                    |        |
| Shawn Wayans i Marlon Wayans                                             | Agenci bardzo specjalni                           | „Brittany i Tiffany Wilson”                                         |        |
| 2005 (26.)                                                               |                                                   |                                                                     |        |
| Jenny McCarthy                                                           | Dirty Love                                        | Rebecca Sommers                                                     |        |
| Jessica Alba                                                             | Fantastyczna Czwórka                              | Sue Storm / Niewidzialna Kobieta                                    |        |
| Jessica Alba                                                             | Błękitna głębia                                   | Sam                                                                 |        |
| Hilary Duff                                                              | Fałszywa dwunastka II                             | Lorraine Baker                                                      |        |
| Hilary Duff                                                              | Idealny facet                                     | Holly Hamilton                                                      |        |
| Jennifer Lopez                                                           | Sposób na teściową                                | Charlie Cantilini                                                   |        |
| Tara Reid                                                                | Alone in the Dark: Wyspa cienia                   | Aline Cedrac                                                        |        |
| 2006 (27.)                                                               |                                                   |                                                                     |        |
| Sharon Stone                                                             | Nagi instynkt 2                                   | Catherine Tramell                                                   |        |
| Hilary i Haylie Duff                                                     | Dziedziczki                                       | Tanzie and Ava Marchetta                                            |        |
| Lindsay Lohan                                                            | Całe szczęście                                    | Ashley Albright                                                     |        |
| Kristanna Loken                                                          | BloodRayne                                        | Rayne                                                               |        |
| Jessica Simpson                                                          | Pracownik miesiąca                                | Amy Renfro                                                          |        |
| 2007 (28.)                                                               |                                                   |                                                                     |        |
| Lindsay Lohan                                                            | Wiem, kto mnie zabił                              | Aubrey Fleming i Dakota Moss                                        |        |
| Jessica Alba                                                             | Przebudzenie                                      | Sam Lockwood                                                        |        |
| Jessica Alba                                                             | Fantastyczna Czwórka: Narodziny Srebrnego Surfera | Sue Storm / Niewidzialna Kobieta                                    |        |
| Jessica Alba                                                             | Facet pełen uroku                                 | Cam Wexler                                                          |        |
| Logan Browning, Janel Parrish, Nathalia Ramos i Skyler Shaye             | Bratz                                             | Sasha, Jade, Yasmin i Cloe                                          |        |
| Elisha Cuthbert                                                          | Sadysta                                           | Jennifer Tree                                                       |        |
| Diane Keaton                                                             | A właśnie, że tak!                                | Daphne Wilder                                                       |        |
| 2008 (29.)                                                               |                                                   |                                                                     |        |
| Paris Hilton                                                             | Muza i meduza                                     | Cristabel Abbott                                                    |        |
| Jessica Alba                                                             | Oko                                               | Sydney Wells                                                        |        |
| Jessica Alba                                                             | Guru miłości                                      | Jane Bullard                                                        |        |
| Annette Bening, Eva Mendes, Debra Messing, Jada Pinkett Smith i Meg Ryan | Kobiety                                           | Sylvie Fowler, Crystal Allen, Edie Cohen, Alex Fisher i Mary Haines |        |
| Cameron Diaz                                                             | Co się zdarzyło w Las Vegas                       | Joy McNally                                                         |        |
| Kate Hudson                                                              | Nie wszystko złoto, co się świeci                 | Tess Finnegan                                                       |        |
| Kate Hudson                                                              | Dziewczyna mojego kumpla                          | Alexis                                                              |        |
| 2009 (30.)                                                               |                                                   |                                                                     |        |
| Sandra Bullock                                                           | Wszystko o Stevenie                               | Mary Horowitz                                                       |        |
| Beyoncé                                                                  | Obsesja                                           | Sharon Charles                                                      |        |
| Miley Cyrus                                                              | Hannah Montana: Film                              | Miley Stewart / Hannah Montana                                      |        |
| Megan Fox                                                                | Zabójcze ciało                                    | Jennifer Check                                                      |        |
| Megan Fox                                                                | Transformers: Zemsta upadłych                     | Mikaela Banes                                                       |        |
| Sarah Jessica Parker                                                     | Słyszeliście o Morganach?                         | Meryl Morgan                                                        |        |

### 2010–2019
| Rok                                                               | Aktorka                                                       | Film                                                                         | Postać                 |
| ----------------------------------------------------------------- | ------------------------------------------------------------- | ---------------------------------------------------------------------------- | ---------------------- |
| 2010 (31.)                                                        |                                                               |                                                                              |                        |
| Kim Cattrall, Kristin Davis, Cynthia Nixon i Sarah Jessica Parker | Seks w wielkim mieście 2                                      | Samantha Jones, Charlotte York Goldenblatt, Miranda Hobbes i Carrie Bradshaw |                        |
| Jennifer Aniston                                                  | Dorwać byłą                                                   | Nicole Hurley                                                                |                        |
| Jennifer Aniston                                                  | Tak to się teraz robi                                         | Kassie Larson                                                                |                        |
| Miley Cyrus                                                       | Ostatnia piosenka                                             | Ronnie Miller                                                                |                        |
| Megan Fox                                                         | Jonah Hex                                                     | Tallulah Black / Lilah                                                       |                        |
| Kristen Stewart                                                   | Saga „Zmierzch”: Zaćmienie                                    | Bella Swan                                                                   |                        |
| 2011 (32.)                                                        |                                                               |                                                                              |                        |
| Adam Sandler                                                      | Jack i Jill                                                   | Jill Sadelstein                                                              |                        |
| Martin Lawrence                                                   | Agent XXL: Rodzinny interes                                   | Big Momma                                                                    |                        |
| Sarah Palin                                                       | Sarah Palin: You Betcha!                                      | we własnej osobie                                                            |                        |
| Sarah Jessica Parker                                              | Jak ona to robi?                                              | Kate Reddy                                                                   |                        |
| Sarah Jessica Parker                                              | Sylwester w Nowym Jorku                                       | Kim Doyle                                                                    |                        |
| Kristen Stewart                                                   | Saga „Zmierzch”: Przed świtem – część 1                       | Bella Swan                                                                   |                        |
| 2012 (33.)                                                        |                                                               |                                                                              |                        |
| Kristen Stewart                                                   | Królewna Śnieżka i Łowca                                      | Królewna Śnieżka                                                             |                        |
| Kristen Stewart                                                   | Saga „Zmierzch”: Przed świtem – część 2                       | Bella Swan                                                                   |                        |
| Katherine Heigl                                                   | Jak upolować faceta                                           | Stephanie Plum                                                               |                        |
| Milla Jovovich                                                    | Resident Evil: Retrybucja                                     | Alice                                                                        |                        |
| Tyler Perry                                                       | Ciotka kontra mafia                                           | Mabel „Madea” Simmons                                                        |                        |
| Barbra Streisand                                                  | Mama i ja                                                     | Joyce Brewster                                                               |                        |
| 2013 (34.)                                                        |                                                               |                                                                              |                        |
| Tyler Perry                                                       | A Madea Christmas                                             | Mabel „Madea” Simmons                                                        |                        |
| Halle Berry                                                       | Połączenie                                                    | Jordan Turner                                                                |                        |
| Halle Berry                                                       | Movie 43                                                      | Emily Browning                                                               |                        |
| Selena Gomez                                                      | Wyścig po życie                                               | Młoda                                                                        |                        |
| Lindsay Lohan                                                     | The Canyons                                                   | Tara Lloyd                                                                   |                        |
| Naomi Watts                                                       | Diana                                                         | Księżna Diana                                                                |                        |
| Naomi Watts                                                       | Movie 43                                                      | Samantha Miller                                                              |                        |
| 2014 (35.)                                                        |                                                               |                                                                              |                        |
| Cameron Diaz                                                      | Inna kobieta                                                  | Carly Whitten                                                                |                        |
| Cameron Diaz                                                      | Sekstaśma                                                     | Annie Hargrove                                                               |                        |
| Drew Barrymore                                                    | Rodzinne rewolucje                                            | Lauren Reynolds                                                              |                        |
| Melissa McCarthy                                                  | Tammy                                                         | Tammy Banks                                                                  |                        |
| Charlize Theron                                                   | Milion sposobów, jak zginąć na Zachodzie                      | Anna Barnes-Leatherwood                                                      |                        |
| Gaia Weiss                                                        | Legenda Herkulesa                                             | Hebe                                                                         |                        |
| 2015 (36.)                                                        |                                                               |                                                                              |                        |
| Dakota Johnson                                                    | Pięćdziesiąt twarzy Greya                                     | Anastasia „Ana” Steele                                                       |                        |
| Katherine Heigl                                                   | Nie ma jak w piekle                                           | Mona Champagne                                                               |                        |
| Mila Kunis                                                        | Jupiter: Intronizacja                                         | Jupiter Jones                                                                |                        |
| Jennifer Lopez                                                    | Chłopak z sąsiedztwa                                          | Claire Peterson                                                              |                        |
| Gwyneth Paltrow                                                   | Bezwstydny Mortdecai                                          | Johanna Mortdecai                                                            |                        |
| 2016 (37.)                                                        |                                                               |                                                                              |                        |
| Rebekah Turnerza                                                  | Hillary’s America: The Secret History of the Democratic Party | we własnej osobie                                                            |                        |
| Megan Fox                                                         | Wojownicze żółwie ninja: Wyjście z cienia                     | April O’Neil                                                                 |                        |
| Tyler Perry                                                       | Bu2! Madea i Halloween                                        | Mabel „Madea” Simmons                                                        |                        |
| Julia Roberts                                                     | Dzień Matki                                                   | Miranda Collins                                                              |                        |
| Naomi Watts                                                       | Seria „Niezgodna”: Wierna                                     | Evelyn Johnson-Eaton                                                         |                        |
| Naomi Watts                                                       | Osaczona                                                      | Mary Portman                                                                 |                        |
| Shailene Woodley                                                  | Seria „Niezgodna”: Wierna                                     | Beatrice „Tris” Prior                                                        |                        |
| 2017 (38.)                                                        |                                                               |                                                                              |                        |
| Tyler Perry                                                       | Bu2! Madea i Halloween                                        | Mabel „Madea” Simmons                                                        |                        |
| Katherine Heigl                                                   | Unforgettable                                                 | Tessa Connover                                                               |                        |
| Dakota Johnson                                                    | Ciemniejsza strona Greya                                      | Anastasia „Ana” Steele                                                       |                        |
| Jennifer Lawrence                                                 | Mother!                                                       | Matka                                                                        |                        |
| Emma Watson                                                       | The Circle: Krąg                                              | Mae Holland                                                                  |                        |
| 2018 (39.)                                                        |                                                               |                                                                              |                        |
| Melissa McCarthy                                                  | Rozpruci na śmierć                                            | Connie Edwards                                                               |                        |
| Melissa McCarthy                                                  | Dusza towarzystwa                                             | Deanna Miles                                                                 |                        |
| Jennifer Garner                                                   | Znak zemsty: Peppermint                                       | Riley North                                                                  |                        |
| Amber Heard                                                       | Pola Londynu                                                  | Nicola Six                                                                   |                        |
| Helen Mirren                                                      | Winchester: Dom duchów                                        | Sarah Winchester                                                             |                        |
| Amanda Seyfried                                                   | The Clapper                                                   | Judy                                                                         |                        |
| 2019 (40.)                                                        | Hilary Duff                                                   | Sharon Tate                                                                  | Sharon Tate            |
| 2019 (40.)                                                        | Anne Hathaway                                                 | Oszustki                                                                     | Josephine Chesterfield |
| 2019 (40.)                                                        | Anne Hathaway                                                 | Przynęta                                                                     | Karen Zariakas         |
| 2019 (40.)                                                        | Francesca Hayward                                             | Koty                                                                         | Wiktoria               |
| 2019 (40.)                                                        | Tyler Perry                                                   | Rodzinny pogrzeb Madei                                                       | Mabel „Madea” Simmons  |
| 2019 (40.)                                                        | Rebel Wilson                                                  | Oszustki                                                                     | Penny Rust             |

### 2020–2029
| Rok                               | Aktor                      | Film                           | Postać |
| --------------------------------- | -------------------------- | ------------------------------ | ------ |
| 2020 (41.)                        |                            |                                |        |
| Kate Hudson                       | Music                      | Kazu „Zu” Gamble               |        |
| Anne Hathaway                     | Jego ostatnie życzenie     | Elena McMahon                  |        |
| Anne Hathaway                     | Wiedźmy                    | Wielka wiedźmistrzyni          |        |
| Katie Holmes                      | Brahms: The Boy II         | Liza                           |        |
| Katie Holmes                      | Sekret: Odważ się marzyć   | Miranda Wells                  |        |
| Lauren Lapkus                     | Niewłaściwa Missy          | Missy                          |        |
| Anna-Maria Sieklucka              | 365 dni                    | Laura Biel                     |        |
| 2021 (42.)                        |                            |                                |        |
| Jeanna de Waal                    | Diana: Musical             | księżna Diana                  |        |
| Amy Adams                         | Kobieta w oknie            | dr Anna Fox                    |        |
| Megan Fox                         | Po śladach mordercy        | Rebecca Lombardi               |        |
| Taryn Manning                     | Karen                      | Karen Drexler                  |        |
| Ruby Rose                         | Uwikłana                   | Victoria                       |        |
| 2022 (43.)                        |                            |                                |        |
| Golden Raspberry Award Foundadion | –                          | –                              |        |
| Ryan Kiera Armstrong              | Podpalaczka                | Charlene „Charlie” McGee       |        |
| Bryce Dallas Howard               | Jurassic World: Dominion   | Claire Dearing                 |        |
| Diane Keaton                      | Mack i Rita                | Mackenzie „Mack” Martin / Rita |        |
| Kaya Scodelario                   | Córka króla                | Marie-Josèphe                  |        |
| Alicia Silverstone                | Rekin                      | Jaelyn                         |        |
| 2023 (44.)                        |                            |                                |        |
| Megan Fox                         | Johnny & Clayde            | Alana Hart                     |        |
| Ana de Armas                      | Randka, bez odbioru        | Sadie Rhodes                   |        |
| Salma Hayek                       | Magic Mike: Ostatni taniec | Maxandra Mendoza               |        |
| Jennifer Lopez                    | Matka                      | Matka                          |        |
| Helen Mirren                      | Shazam! Gniew bogów        | Hespera                        |        |
| 2024 (45.)                        |                            |                                |        |
| Dakota Johnson                    | Madame Web                 | Cassandra Webb                 |        |
| Cate Blanchett                    | Borderlands                | Lilith                         |        |
| Bryce Dallas Howard               | Argylle: Tajny szpieg      | Elly Conway                    |        |
| Lady Gaga                         | Joker: Folie à deux        | Harley „Lee” Quinzel           |        |
| Jennifer Lopez                    | Atlas                      | Atlas Shepherd                 |        |

### Wyróżnienia specjalne
| Rok        | Kategoria                  | Nominowane        |
| ---------- | -------------------------- | ----------------- |
| 1990 (10.) | Najgorsza aktorka dekady   | Bo Derek          |
| 1990 (10.) | Najgorsza aktorka dekady   | Faye Dunaway      |
| 1990 (10.) | Najgorsza aktorka dekady   | Madonna           |
| 1990 (10.) | Najgorsza aktorka dekady   | Brooke Shields    |
| 1990 (10.) | Najgorsza aktorka dekady   | Pia Zadora        |
| 2000 (20.) | Najgorsza aktorka stulecia | Madonna           |
| 2000 (20.) | Najgorsza aktorka stulecia | Elizabeth Berkley |
| 2000 (20.) | Najgorsza aktorka stulecia | Bo Derek          |
| 2000 (20.) | Najgorsza aktorka stulecia | Brooke Shields    |
| 2000 (20.) | Najgorsza aktorka stulecia | Pia Zadora        |
| 2010 (30.) | Najgorsza aktorka dekady   | Paris Hilton      |
| 2010 (30.) | Najgorsza aktorka dekady   | Mariah Carey      |
| 2010 (30.) | Najgorsza aktorka dekady   | Lindsay Lohan     |
| 2010 (30.) | Najgorsza aktorka dekady   | Jennifer Lopez    |
| 2010 (30.) | Najgorsza aktorka dekady   | Madonna           |

## Rekordzistki
| \| Rekordzistka \| Aktorka \| Za film \| Wiek \| \| --------------------- \| -------------- \| ------------------------ \| ------- \| \| Najstarsza laureatka \| Kim Cattrall \| Seks w wielkim mieście 2 \| 54 lata \| \| Najstarsza nominowana \| Helen Mirren \| Shazam! Gniew bogów \| 78 lat \| \| Najmłodsza lauteatka \| Brooke Shields \| Błękitna laguna \| 15 lat \| \| Najmłodsza nominowana \| Brooke Shields \| Błękitna laguna \| 15 lat \| |                | 5 wygranych - Madonna 3 wygrane - Bo Derek 2 wygrane - Demi Moore - Tyler Perry - Sharon Stone - Pia Zadora |         |
| Rekordzistka | Aktorka        | Za film | Wiek    |
| Najstarsza laureatka | Kim Cattrall   | Seks w wielkim mieście 2                                                                                    | 54 lata |
| Najstarsza nominowana | Helen Mirren   | Shazam! Gniew bogów                                                                                         | 78 lat  |
| Najmłodsza lauteatka | Brooke Shields | Błękitna laguna                                                                                             | 15 lat  |
| Najmłodsza nominowana | Brooke Shields | Błękitna laguna                                                                                             | 15 lat  |

### Najczęściej nominowane
| 7 nominacji - Jennifer Lopez 6 nominacji - Melanie Griffith - Madonna - Demi Moore 5 nominacji - Kim Basinger - Megan Fox - Tyler Perry - Sharon Stone 4 nominacje - Hilary Duff - Faye Dunaway - Angelina Jolie 3 nominacje - Jessica Alba - Linda Blair - Bo Derek - Cameron Diaz - Katherine Heigl - Dakota Johnson - Lindsay Lohan - Brigitte Nielsen - Sarah Jessica Parker - Brooke Shields - Kristen Stewart - Sean Young | 2 nominacje - Drew Barrymore - Halle Berry - Sandra Bullock - Joan Chen - Miley Cyrus - Whoopi Goldberg - Anne Hathaway - Bryce Dallas Howard - Kate Hudson - Milla Jovovich - Diane Keaton - Sondra Locke - Melissa McCarthy - Bette Midler - Helen Mirren - Olivia Newton-John - Julia Roberts - Tanya Roberts - Ally Sheedy - Talia Shire - Alicia Silverstone - Barbra Streisand - Charlize Theron - Uma Thurman - Naomi Watts - Pia Zadora |